# Tngri
En el panteón del chamanismo mongol, tngri (también tengri, tegri) es la clase de divinidades de mayor rango, las mismas han sido reconocidas por fuentes que se remontan al siglo XIII. Su nombre proviene de Tengri una deidad túrquica antigua, en diferentes documentos las tngri están lideradas por distintas deidades jefes y se encuentras agrupadas en varios grupos--incluidas las negras (malignas) y blancas (benevolentes), y las orientales y occidentales. Mientras que parecería que existen 99 tngri, algunos documentos proponen otros tres grupos (del norte), y mientras que por lo general son las deidades mayores, en algunos textos litúrgicos se propone un grupo adicional de 33 dioses líderes junto con los tngri. Solo los chamanes de rango más elevado y los líderes podían invocarlas para ocasiones especiales; ellas continúan siendo veneradas especialmente en el chamanismo negro. Entre los tngri se destacan Qormusata Tngri y (Khan) Möngke Tngri.